# نردناو
نردناو (به آلمانی: Nordenau) یک منطقهٔ مسکونی در آلمان است که در اشمالنبرگ واقع شده‌است. نردناو ۲۱۵ نفر جمعیت دارد.